# Лаїагам
Лаїагам (англ. Laiagam) — місто в Папуа-Новій Гвінеї, на території провінції Енга. Місто розташоване в центральній частині країни, на висоті 1808 м над рівнем моря. Найближчі аеропорти розташовані в місті Вабаг і в населеному пункті Вапенаманда.

## Населення
За даними 2013 року чисельність населення міста становила 986 осіб.
| 1990 | 2013 |
| ---- | ---- |
| 700  | 986  |